# ساساجيما كارو
ساساجيما كارو (باليابانية: 笹島 かほる) مواليد 4 أكتوبر 1974، هي مؤدية أصوات يابانية من طوكيو.

## أعمال
- سلة الفاكهة
- بيدي كراش
- تابل وذئب

## وصلات خارجية
- ساساجيما كارو على موقع ميوزك برينز (الإنجليزية)
- ساساجيما كارو على موقع ANN person (الإنجليزية)